# Affektiva störningar

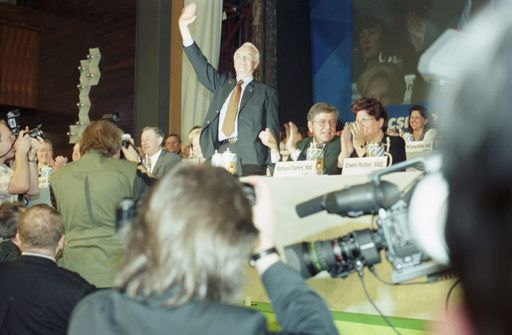
Det finns känslomässiga störningar som påverkar dem som utövar makt i någon av dess former, bland vilka hybris syndrom, storhetskänsla, hamartia eller narcissism sticker ut.

Affektiva störningar, förstämningssyndrom eller humörsvängningar, är psykiska störningar vilkas huvudsakliga symtom handlar om förändrade känslor (även kallat affekter) eller stämningslägen, det vill säga att personen blir oförklarligt nedstämd eller euforisk. Ett exempel på sådan störning är depression. Det förändrade stämnings- eller känsloläget yttrar sig för andra ofta i en förändrad aktivitetsnivå, det vill säga att personen blir apatisk eller manisk, beroende på diagnos. Många av de affektiva störningarna kan leda till förändrade medvetandetillstånd, till exempel psykos.
De flesta affektiva störningar bryter ut efter en svår händelse. Det är mycket individuellt hur svår belastning någon klarar innan en affektiv störning bryter ut.

## Typer av affektiva störningar
De affektiva störningarna kan indelas i bipolära och unipolära störningar. ICD räknar också med affektiva störningar NOS (not otherwise specified), som inte kan ingrupperas i de traditionella diagnoserna. Med unipolär avses att personen har ett förändrat stämningsläge vid sidan av normaltillståndet. Vid bipolära sjukdomar pendlar personen mellan två störda stämningslägen, där normaltillståndet kan sägas vara mittemellan dessa. Depression eller nedstämdhet leder till minskad aktivitetsnivå och mani eller hypomani leder till ökad företagsamhet, ökad aktivitet och ökad energi. Det är normalt att vara nedstämd och passiv ibland, och gladare och mer företagsam ibland. För att det ska betraktas som en psykisk störning måste stämningslägena vara avvikande och funktionsnedsättande, och sakna proportion till den utlösande faktorn.
Affektiva störningar kan vara primärt psykiska, vilket kallas funktionella, eller bero på en sjukdom eller droger, vilket kallas symtomatiska.

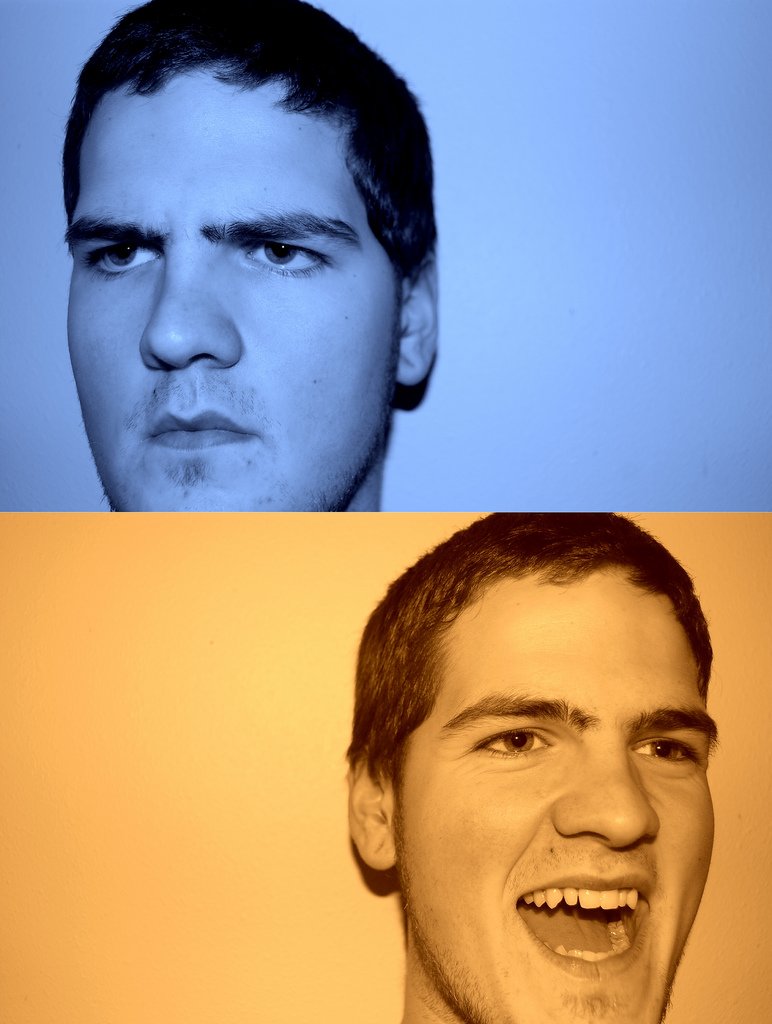
Vid bipolär sjukdom pendlar stämningslägena mellan djup nedstämdhet och mani. Normaltillståndet är någonstans däremellan.

### Episodiska eller recidiverande störningar
En affektiv störning kan uppträda tillfälligtvis, vilket kallas episodiskt. Detta kan gälla såväl depressioner som manier och hypomanier. Depressioner, manier och hypomanier som återkommer kallas recidiverande. Recidiverande manier och hypomanier räknas som bipolära sjukdomar.

### Bipolära sjukdomar
Bipolär sjukdom innebär primärt att personen pendlar från normalstämning till både nedstämdhet och mani, där vare sig nedstämdheten eller manin är proportionell i förhållande till vad som utlöser sinnesförändringen. Det vill säga att nedstämdheten blir mycket allvarlig, och upprymdheten eller den ökade energin blir mycket påfallande och avvikande. Hur länge de olika stämningslägena varar är mycket olika för olika individer. En manisk period kan vara mellan ett par veckor till ett halvt år. Depressionerna varar som regel längre tid, det vill säga att en person med bipolär sjukdom oftare är deprimerad än manisk. Mellan så kallade skov, det vill säga sjukdomsperioder, går de flesta personer i full remission och förefaller vara helt friska. Både maniska och depressiva perioder utlöses av yttre händelser. 
Bipolär sjukdom är egentligen flera olika diagnoser med olika variationer ifråga om maniernas och depressionernas djup och varaktighet. Dit hör också andra former av manodepressivitet, som maniska episoder och hypomanier med eller utan psykotiska inslag.
Bipolär sjukdom innefattar den mer allvarliga störningen bipolärt syndrom typ 1 och den mindre uttalade störningen bipolärt syndrom typ 2. (Senare forskning tyder på att patienter av bipolär typ 2 har ett mycket stor missbrukartal, upp till 60% lider av tungt missbruk, suicidfallen kan ligga så högt som 20% utan nödvändig vård) Typ 1 kallades tidigare manodepressiv sjukdom. Hos dessa personer förekommer en eller flera återkommande maniska faser (sjuklig upprymdhet) och depressioner. Personer med typ 2 har en eller flera hypomana (överaktiva) episoder samt depressioner, varav en egentlig depression.
http://www.internetmedicin.se/page.aspx?id=1388

### Unipolära störningar, depressioner

Under depressioner är personer som regel ledsna. Att vara ledsen är ofta normalt sett till situationen, men under en depression står inte sinnesstämningen i proportion till den utlösande faktorn, och sorgen självt blir ett problem.

Till de unipolära störningarna hör egentlig depression och melankoli, amningsdepression, dystymi och årstidsbundna depressioner. Dessa sinnesstämningar kännetecknas av nedstämdhet och sorg som inte är adekvata i sammanhanget, oförklarliga eller överdrivna. När sinnesstämningen blir ett problem för individen kan det betraktas som en störning. En depression kan innefatta ångest, sömnproblem och förändrat sömnmönster, minskad aptit och därtill hörande viktnedgång, mindervärdeskomplex, skuldkänslor, sorg, glädjelöshet, minskad energi och apati. Vissa depressioner är dock mycket individuella, och kan uttryckas med aggressioner och psykomotorisk agitation. Allvarliga fall av depression kan ge tankar på döden, och kräva vård för att förhindra självmord. Depressioner kan utifrån hur många symtom som uppträder och dessas svårighetsgrader, klassificeras som lindrig, medelsvår eller svår.
Depressionerna kan vara återkommande eller uppträda en gång. De återkommande depressionerna kan beroende på art ligga i gränslandet mot personlighetsstörning, neuros och bipolär sjukdom. Riktigt svåra och återkommande depressioner kan övergå i psykostillstånd, psykotisk depression.

### Funktionella vs symtomatiska störningar
Med affektiva störningar som depression eller mani avses i första hand så kallade funktionella psykiska störningar, med vilket menas att störningarna framför allt har psykiska orsaker. Samma tillstånd kan emellertid uppkomma till följd av kroppsliga sjukdomar och droger, och kallas då gemensamt symtomatiska psykiska störningar.
Organiska affektiva störningar kan uppkomma till följd av endokrina sjukdomar (som giftstruma, hypotyreos), infektionssjukdomar, näringsrubbningar och ämnesomsättningssjukdomar, samt andra sjukdomar som antingen är systemiska (påverkar hela kroppen) eller direkt påverkar centrala nervsystemet.
Drogutlösta affektiva störningar kan uppkomma under ett drogrus (av till exempel alkohol, cannabis, amfetamin) som en akut drogförgiftning, uppkomma vid abstinens, eller uppkomma först efter långvarigt missbruk.
Ibland uppkommer affektiva störningar i kombination av flera sådana faktorer, det vill säga att en latent psykisk störning kan blossa upp av en berusning eller en mindre allvarlig sjukdom. Oavsett utlösande orsak brukar utbrott förklaras med  stress - sårbarhetsmodellen, som innebär att flera medfödda och förvärvade sårbarheter och stressorer tillsammans orsakar utbrottet.

### Reaktiva störningar

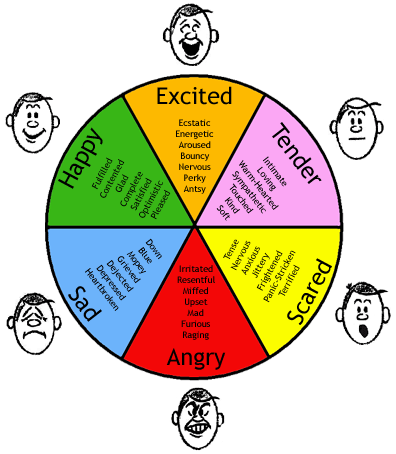
Vid affektiva störningar är känsloläget förstärkt. På bilden representeras sex grundkänslor: upphetsning, kärleksfullhet, rädsla, ilska, sorg och glädje.

De flesta affektiva störningar bryter ut med anledning av en svår händelse. Hur mycket belastning en människa klarar innan den får en psykisk störning är mycket individuellt, och förklaras likaså med stress - sårbarhetsmodellen. När den yttre belastningen är så stor att man kan anta att personen inte hade fått några som helst psykiska besvär om inte denna belastning hade funnits, kan den affektiva störningen kallas reaktiv. Reaktiva störningar kan skilja sig från icke-reaktiva genom att personen lättare kan ta sig ur känsloläget om situationen tillåter detta.
Om det förändrade stämningsläget utlösts av mycket svåra trauman kallas det istället anpassningsstörning.

### Psykoser
Om den affektiva störningen förvärras kan den utvecklas till psykos, så kallad affektiv psykos. Psykotisk depression och psykoser vid bipolär sjukdom är förhållandevis vanligt.

## Behandling
Depression behandlas med samtalsterapi - kognitiv terapi , kognitiv beteende-terapi, psykodynamisk korttidsterapi, och/eller mediciner mot depression. Det finns ett stort antal mediciner med olika verkningssätt mot depression. Bipolära depressioner behandlas också med antiepileptika.
Mani behandlas med lugnande mediciner, sömnmedel och antipsykotiska läkemedel. En manisk person är psykotisk och bör vårdas på sjukhus. Litium minskar de maniska symtomen och kan förhindra återkommande maniska episoder. Till de dokumenterade biverkningarna hör njurpåverkan och nedsatt sköldkörtelfunktion.
Ångest- och förstämningssyndrom har traditionellt behandlas med psykologisk behandling där patienten har förmedlats individuellt eller i grupp av en terapeut. Internet har inneburit nya möjligheter för att förmedla behandling på distans, i syfte att öka tillgängligheten och nå grupper som av olika skäl inte får behandling inom hälso- och sjukvården. I synnerhet internetförmedlad kognitiv beteendeterapi (KBT) har utvärderats i ett stort antal studier under drygt ett decennium. SBU Statens beredning för medicinsk utvärdering har publicerat en systematisk litteraturöversikt som förklarar idén bakom det.